# Alexis Dumont
Pour les articles homonymes, voir Dumont.
Alexis Dumont  (28 janvier 1877 à Molenbeek-Saint-Jean - 12 janvier 1962 à Ixelles) est un architecte belge.

## Biographie
Alexis Dumont obtient son diplôme d'architecte en 1901 à l'Académie royale des beaux-arts de Bruxelles. Après avoir effectué un stage auprès de l'architecte londonien Albert Edward Pridmore, il travaille ensuite en collaboration avec son père Albert Dumont à La Panne et ensuite à Bruxelles.

## Réalisations

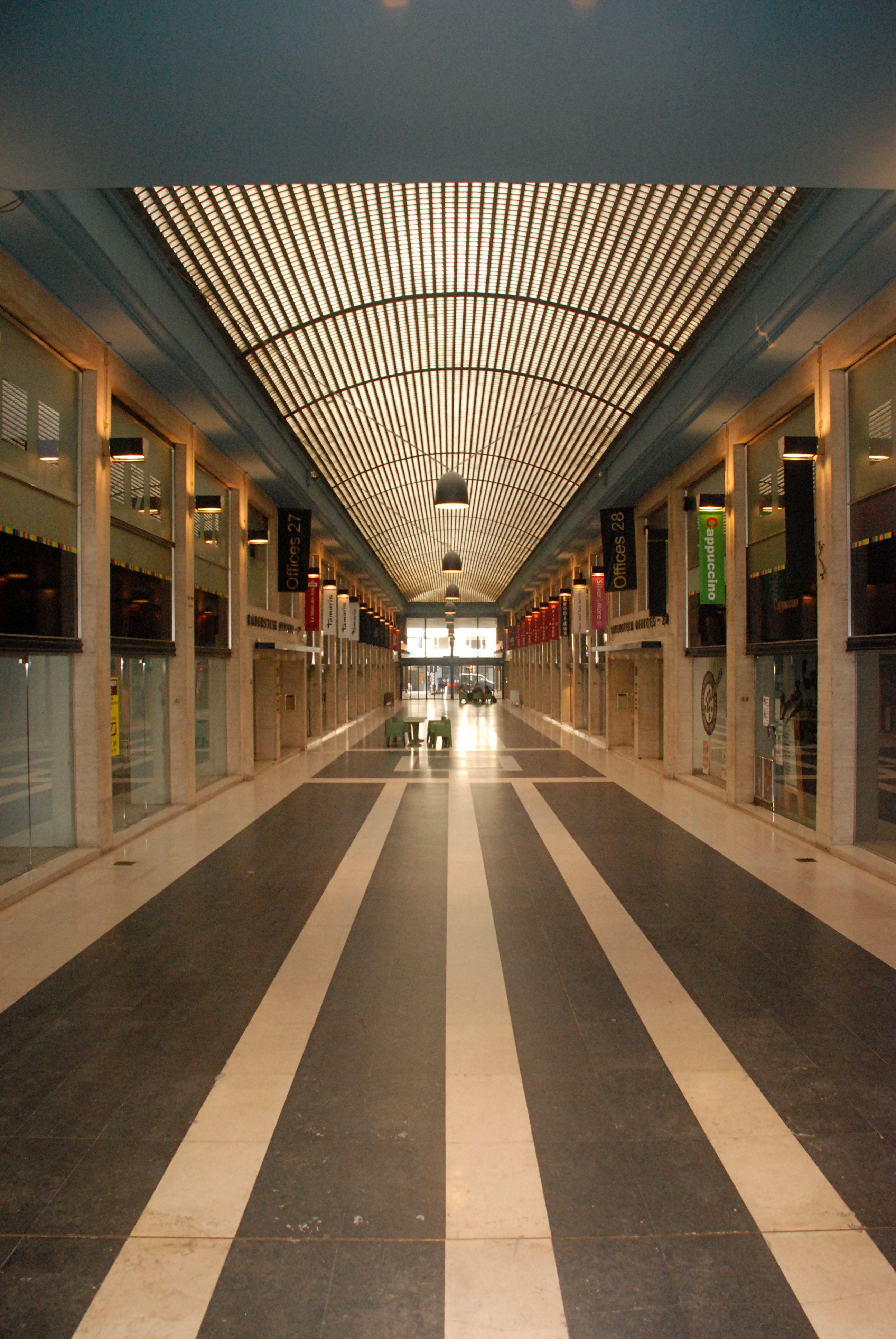
Galerie Ravenstein
(Alexis et Philippe Dumont - 1954-1958).

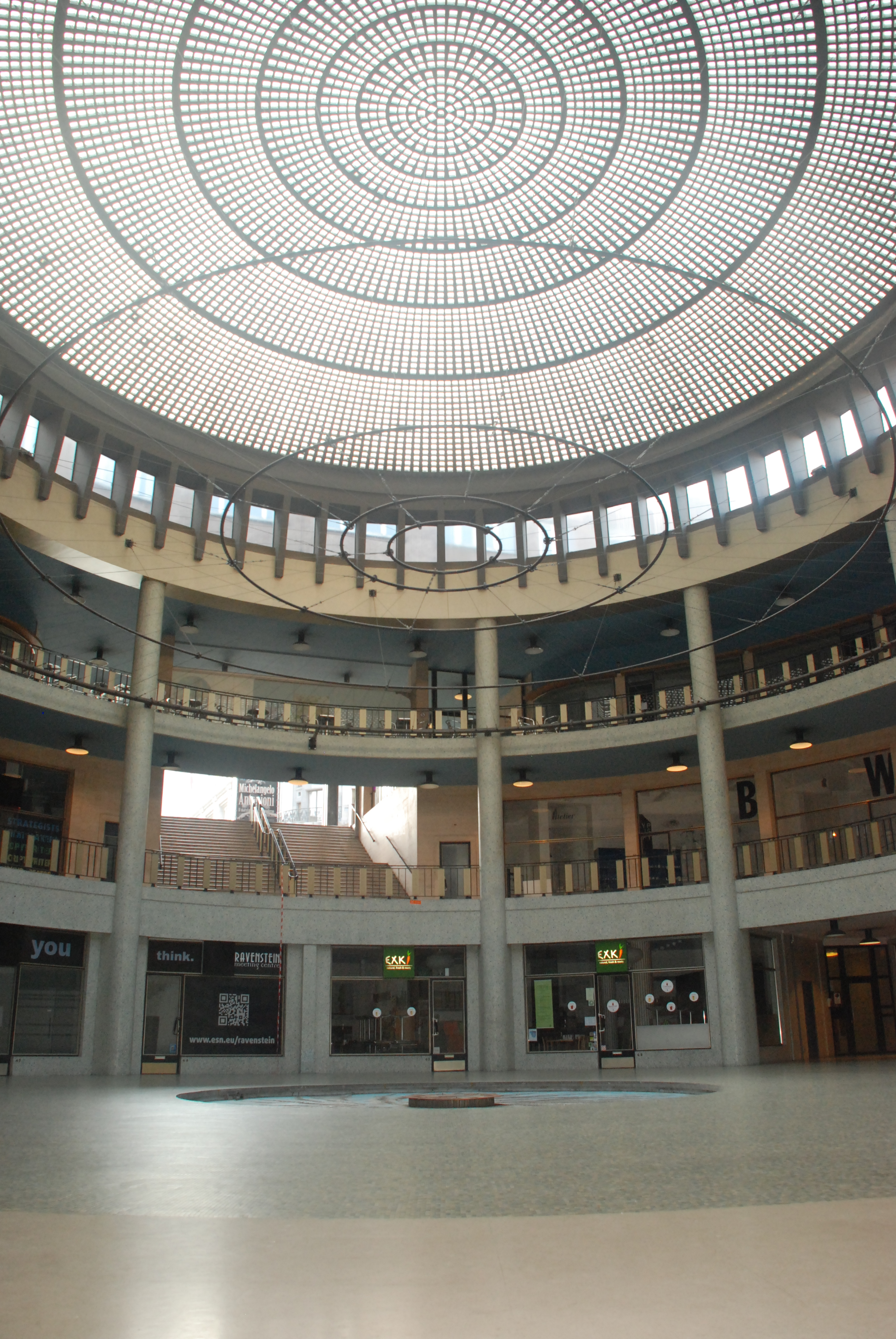
Coupole de la Galerie Ravenstein.

### Réalisations de style moderniste
En 1933, l'architecte réalise notamment un bâtiment industriel, le Garage Citroën, qui se situe entre le courant moderniste et l'art déco. Ce complexe offre un parking sur plusieurs niveaux d'étages ainsi qu'une salle d'exposition au rez-de-chaussée. Le bâtiment est doté d'une ossature en acier et en verre pour créer un éclairage naturel permanent à l'intérieur des locaux.

### Réalisations de style monumentaliste
- 1929-1932 Façade arrière du siège de la Deutsche Bank, rue des Bouchers 48 (arrière du bâtiment éclectique sis rue d'Arenberg 5-9, construit en 1912-1914 sur les plans de l'architecte berlinois Jessen et terminé par Dumont de 1929 à 1932)[3],[4]
- 1931-1934 Siège de la société « Belgian Shell », rue Ravenstein 48-70 (avec Marcel Van Goethem)[5],[6],[7],[3],[8]
- 1936 Siège des Assurances Générales de Trieste (Generali), rue Ravenstein 26-46 (avec Marcel Van Goethem)[7],[9],[3]
- 1954-1958 Galerie Ravenstein, rue Ravenstein 6-24 (avec son neveu Philippe Dumont)[3],[10]
- 1955-1958 Siège de la « Fédération des Industries de Belgique »[Notes 2] (devenue ultérieurement « Fédération des Entreprises de Belgique » ou FEB), rue Ravenstein 4 (avec Philippe Dumont)

### Autres réalisations
Entre 1924 et 1928, il réalise sur le nouveau campus du Solbosch de l'Université libre de Bruxelles les bâtiments A (w,y,x) et J dans le style néo-renaissance flamande.
Il était également membre de la Commission royale des monuments et sites.